# Topoľový potok (přítok Krížneho potoka)
 Topoľový potok je potok na Spiši, v katastrálním území města Podolínec (okres Stará Ľubovňa). Je to levostranný přítok Krížného potoka a měří 0,5 km.
Pramení pod Vrchem Svätej Anny v nadmořské výšce kolem 665 m a teče západním směrem dolinou Topolového potoka. Tato dolina je z poloviny zalesněná, zbytek tvoří louky. Topoľový potok nemá přítoky. U chatové osady, přibližně 2 km severně od centra města Podolínec, se v nadmořské výšce 599 m vlévá do Krížného potoka.